# Football Club Torinese 1902-1903
Questa voce raccoglie le informazioni riguardanti il Football Club Torinese nelle competizioni ufficiali della stagione 1902-1903.

## Stagione
Il Torinese viene eliminato dalla Juventus nel primo turno dell'eliminatoria piemontese con il risultato di 5-0.

## Divise
La maglia utilizzata per gli incontri di campionato era a strisce verticali oro-nero.
| Manica sinistra · Manica sinistra · Maglietta · Maglietta · Manica destra · Manica destra · Pantaloncini · Calzettoni |

## Organigramma societario
Area direttiva
- Presidente:

Area tecnica
- Allenatore:

## Rosa
| N. |                        | Ruolo | Calciatore            |
| -- | ---------------------- | ----- | --------------------- |
|    | Inghilterra (bandiera) | P     | George Beaton         |
|    | Italia (bandiera)      | P     | Beniamino Nicola      |
|    | Italia (bandiera)      | D     | Uberto Cagnassi       |
|    | Italia (bandiera)      | D     | Eugène De Fernex      |
|    | Germania (bandiera)    | D     | Franz Josef Schönbrod |
|    | Italia (bandiera)      | C     | Charles De Fernex     |
|    | Italia (bandiera)      | C     | Costantino Nicola     |

| N. |                        | Ruolo | Calciatore     |
| -- | ---------------------- | ----- | -------------- |
|    | Svizzera (bandiera)    | C     | Albert Weber   |
|    | Italia (bandiera)      | A     | Guido Beltrami |
|    | Inghilterra (bandiera) | A     | Edward Dobbie  |
|    | Germania (bandiera)    | A     | Hugo Mützell   |
|    | Italia (bandiera)      | A     | Ernesto Verdun |
|    | Italia (bandiera)      |       | Jean De Fernex |

## Calciomercato
| Acquisti | Acquisti | Acquisti | Acquisti |
| R.       | Nome     | da       | Modalità |
| -------- | -------- | -------- | -------- |

| Cessioni | Cessioni         | Cessioni | Cessioni      |
| R.       | Nome             | a        | Modalità      |
| -------- | ---------------- | -------- | ------------- |
| D        | Marcello Colongo |          | fine carriera |
| D        | Carlo Nasi       |          | fine carriera |
| A        | Edoardo Bosio    |          | fine carriera |

## Risultati

### Campionato Italiano di Football

#### Eliminatoria piemontese
| Arbitro: | Calì (Genova) |

|   |           |  |
| ? | Marcatori |  |

## Statistiche

### Statistiche di squadra
| Competizione                    | Punti | In casa | In casa | In casa | In casa | In casa | In casa | In trasferta | In trasferta | In trasferta | In trasferta | In trasferta | In trasferta | Totale | Totale | Totale | Totale | Totale | Totale | DR |
| Competizione                    | Punti | G       | V       | N       | P       | Gf      | Gs      | G            | V            | N            | P            | Gf           | Gs           | G      | V      | N      | P      | Gf     | Gs     | DR |
| ------------------------------- | ----- | ------- | ------- | ------- | ------- | ------- | ------- | ------------ | ------------ | ------------ | ------------ | ------------ | ------------ | ------ | ------ | ------ | ------ | ------ | ------ | -- |
| Campionato Italiano di Football | 0     | 0       | 0       | 0       | 0       | 0       | 0       | 1            | 0            | 0            | 1            | 0            | 5            | 1      | 0      | 0      | 1      | 0      | 5      | -5 |

### Statistiche dei giocatori
| Giocatore        | Campionato Italiano di Football | Campionato Italiano di Football |
| Giocatore        | Presenze                        | Reti                            |
| ---------------- | ------------------------------- | ------------------------------- |
| G. Beaton        | 0                               | 0                               |
| G. Beltrami      | 1                               | 0                               |
| U. Cagnassi      | 1                               | 0                               |
| C. De Fernex II  | 1                               | 0                               |
| E. De Fernex I   | 1                               | 0                               |
| J. De Fernex III | 1                               | 0                               |
| E. Dobbie        | 1                               | 0                               |
| H. Mützell       | 1                               | 0                               |
| B. Nicola I      | 1                               | -5                              |
| C. Nicola II     | 1                               | 0                               |
| F. J. Schönbrod  | 0                               | 0                               |
| E. Verdun        | 1                               | 0                               |
| A. Weber         | 1                               | 0                               |